# Nara (řeka)
Nara (rusky Нара) je řeka v Moskevské a v Kalužské oblasti v Rusku. Je 158 km dlouhá. Povodí má rozlohu 2 030 km².

## Průběh toku
Pramení na Moskevské vysočině. Ústí zleva do Oky (povodí Volhy).

## Vodní režim
Zdroj vody je převážně sněhový. Nejvyšších vodních stavů dosahuje v dubnu. Od září do listopadu dochází k vzestupům hladiny, které jsou způsobené dešti. Průměrný roční průtok vody ve vzdálenosti 80 km od ústí činí 5,5 m³/s. Zamrzá v listopadu až v prosinci a rozmrzá v dubnu.

## Využití
Na řece leží města Naro-Fominsk a Serpuchov.